# Buckingham
 For alternative betydninger, se Buckingham (flertydig). (Se også artikler, som begynder med Buckingham)
Buckingham er en by vest for London med omkring 12.043 indbyggere (2011). Byen ligger i Buckinghamshire.
Navnet kommer fra angelsaksisk og betyder «Buccas hjem»; Bucca var en vigtig jordejer i området. Området blev administrationscenter i grevskabet i 888, under Alfred den Store. I det 16. århundrede flyttede Henrik 8. administrationscenteret til Aylesbury, som ligger omtrent midt i grevskabet.
Byen er vokset op omkring en gamnel markedsplads, og har mange bygninger fra det 18. århundrede. En centralt placeret historisk bygning er det gamle fængsel, Old County Gaol, som er indrettet som bymuseum.
To hovedveje, A421 og A413, går gennem byen. 
Storbritanniens første og så langt eneste private universitet, University of Buckingham, ligger her. De fleste af de studerende er udenlandske.